# Bernáth Csaba
Bernáth Csaba (Debrecen, 1979. március 26. –) magyar labdarúgó. Hétszeres magyar bajnok, hatszoros magyar kupagyőztes, ötszörös magyar szuperkupa-győztes és egyszeres magyar ligakupa-győztes.

## Pályafutása
Pályafutását Debrecenben kezdte, előbb az ifi, majd a felnőtt csapatban. Az 1998–1999-es szezonban kettős játékengedéllyel rendelkezett, ami az jelentette, hogy a Debreceni VSC és a Kabai Cukor FC–Hajdúszoboszló együttesében is játszott párhuzamosan. Mivel a hajdúsági csapatnál jó teljesítményt mutatott a következő szezontól meghatározó ember lett Debrecenben. 2003-ban egy kis kitérőt tett Belgiumba, de nem sikerült jól ez az időszak, így visszatért anyaegyesületéhez, ahol azóta is alapembernek számít. Sándor Tamás visszavonulása után rövid ideig a DVSC csapatkapitánya volt, majd ezt a titulust Kiss Zoltán vette át. Anno nem volt könnyű helyzetben, amikor az első csapat ajtaján kopogtatott, hiszen több jó jobb oldali védője és középpályása volt a Lokinak, de helyet követelt magának. A jobb oldali védő posztjáról indulva sokszor húzta meg az ellenfél védelmét és pontos beadásaiból számtalan gólt szereztek játékostársai. 2014 év végéig szóló szerződése ellenére 2014 júniusában úgy döntött, hogy visszavonul.

## Sikerei, díjai
Ő az egyetlen játékos, aki a Debrecen csapatának mind a 7 bajnoki címben és mind a 6 Magyar Kupa győzelem megszerzésében segítette a Lokit.
- Debreceni VSC:
  - Magyar bajnok: 2004–05, 2005–06, 2006–07, 2008–09, 2009–10, 2011–12, 2013–14
  - Magyar kupa: 1998–99, 2000–01, 2007–08, 2009–10, 2011–12, 2012–13
  - Magyar szuperkupa: 2005, 2006, 2007, 2009, 2010
  - Magyar ligakupa: 2010